# Boris Michajlovič Jarustovskij
Boris Michajlovič Jarustovskij (rusky Борис Михайлович Ярустовский; 15. května 1911 Moskva – 12. července 1978 Moskva) byl ruský muzikolog.

## Život
V roce 1937 absolvoval historicko-teoretickou fakultu moskevské konzervatoře, kde pak pokračoval v aspirantuře. Pod vedením V. E. Fermana pracoval na disertační práci na téma Otázky operní dramaturgie Čajkovského, kterou obhájil v roce 1941.
V letech 1941 až 1946 sloužil v sovětské armádě. Od roku 1946 do roku 1958 byl vedoucím kulturního sektoru Ústředního výboru Komunistické strany Sovětského svazu.
Od roku 1948 vyučoval dějiny ruské hudby a operního dramatu na Moskevské konzervatoři (od roku 1956 jako profesor). Od roku 1959 byl výkonným vedoucím Institutu dějin umění Akademie věd SSSR a od roku 1961 starším výzkumníkem. Tajemník Svazu skladatelů SSSR (1968-1974), místopředseda výkonného výboru UNESCO (1969-1973), člen Mezinárodní hudební rady UNESCO (1972-1978).
Jeho vědecký zájem zahrnoval problémy klasického a moderního hudebního divadla, symfonismus. Je znám jako autor monografií o dílech P. I. Čajkovského, děl o operní dramatgii, množství knih a článků o sovětské a zahraniční hudbě. Byl členem redakční rady a jedním z autorů Dějin hudby národů SSSR v 5 svazcích.
Jeho syn je lékař, korespondenční člen Akademie věd. Boris Jarustovskij je pochován na Kuncevském hřbitově.